# Джейті Сміт
Джонтавіс «Джейті» Сміт (англ. Jontavis "J.T." Smith; нар. 12 січня 1998) — американський легкоатлет, який спеціалізується на спринті.

## Спортивні досягнення
Чемпіон світу з естафетного бігу 4×100 метрів (2023, виступав у попередньому забігу).
Фіналіст (5-е місце) чемпіонату США з бігу на 100 метрів (2023).
Чемпіон США в приміщенні з бігу на 60 метрів (2023).